# Pettonville
Pettonville ist eine französische Gemeinde mit 66 Einwohnern (Stand 1. Januar 2022) im Département Meurthe-et-Moselle in der Region Grand Est (vor 2016 Lothringen). Sie gehört zum Arrondissement Lunéville und zum Kanton Baccarat.

## Geografie
Die Gemeinde liegt etwa 45 Kilometer südöstlich von Nancy im Südosten des Départements Meurthe-et-Moselle. Das Dorf liegt am linken Ufer der Verdurette, die die Gemeinde durchquert und streckenweise die Gemeindegrenze bildet. Nachbargemeinden sind Herbéviller im Nordosten, Mignéville im Osten, Vaxainville im Osten und Südosten, Brouville im Süden, Hablainville im Südwesten und Westen sowie Réclonville im Westen und Nordwesten.

## Geschichte
Die heutige Gemeinde wurde 1314 als Betonisvilla erstmals in einem Dokument der Abtei Senones erwähnt. Pettonville gehörte historisch zur Vogtei (Bailliage) Lunéville und somit zum Herzogtum Lothringen, das 1766 an Frankreich fiel. Bis zur Französischen Revolution lag die Gemeinde dann im Grand-gouvernement de Lorraine-et-Barrois. Von 1793 bis 1801 war die Gemeinde dem Distrikt Blâmont und dem Kanton Ogeviller zugeteilt. Seit 1801 ist Pettonville Teil des Kantons Baccarat und zudem dem Arrondissement Lunéville zugeordnet. Die Gemeinde lag bis 1871 im alten Département Meurthe.

## Bevölkerungsentwicklung
| Jahr                       | 1962 | 1968 | 1975 | 1982 | 1990 | 1999 | 2007 | 2019 |
| Einwohner                  | 59   | 69   | 61   | 47   | 48   | 43   | 54   | 70   |
| Quellen: Cassini und INSEE |      |      |      |      |      |      |      |      |

## Verkehr
Pettonville liegt nahe der Bahnstrecke von Lunéville nach Saint-Dié-des-Vosges. In der Nachbargemeinde Azerailles ist die nächstgelegene Haltestelle. Unweit der Gemeinde führt die N59 mit einem Teilanschluss Richtung Lunéville in Azerailles und einem Vollanschluss in Gélacourt vorbei. Für den regionalen Verkehr ist die D165 wichtig, die durch das Dorf führt.

## Sehenswürdigkeiten
- Dorfkirche Saint-Urbain aus dem 18. Jahrhundert
- Denkmal für die Gefallenen[1]
- ehemalige Getreidemühle aus dem 18. Jahrhundert in der Rue Pierre Speicher
- Wegkreuz an der D165 Richtung Hablainville
- mehrere Dorfbrunnen

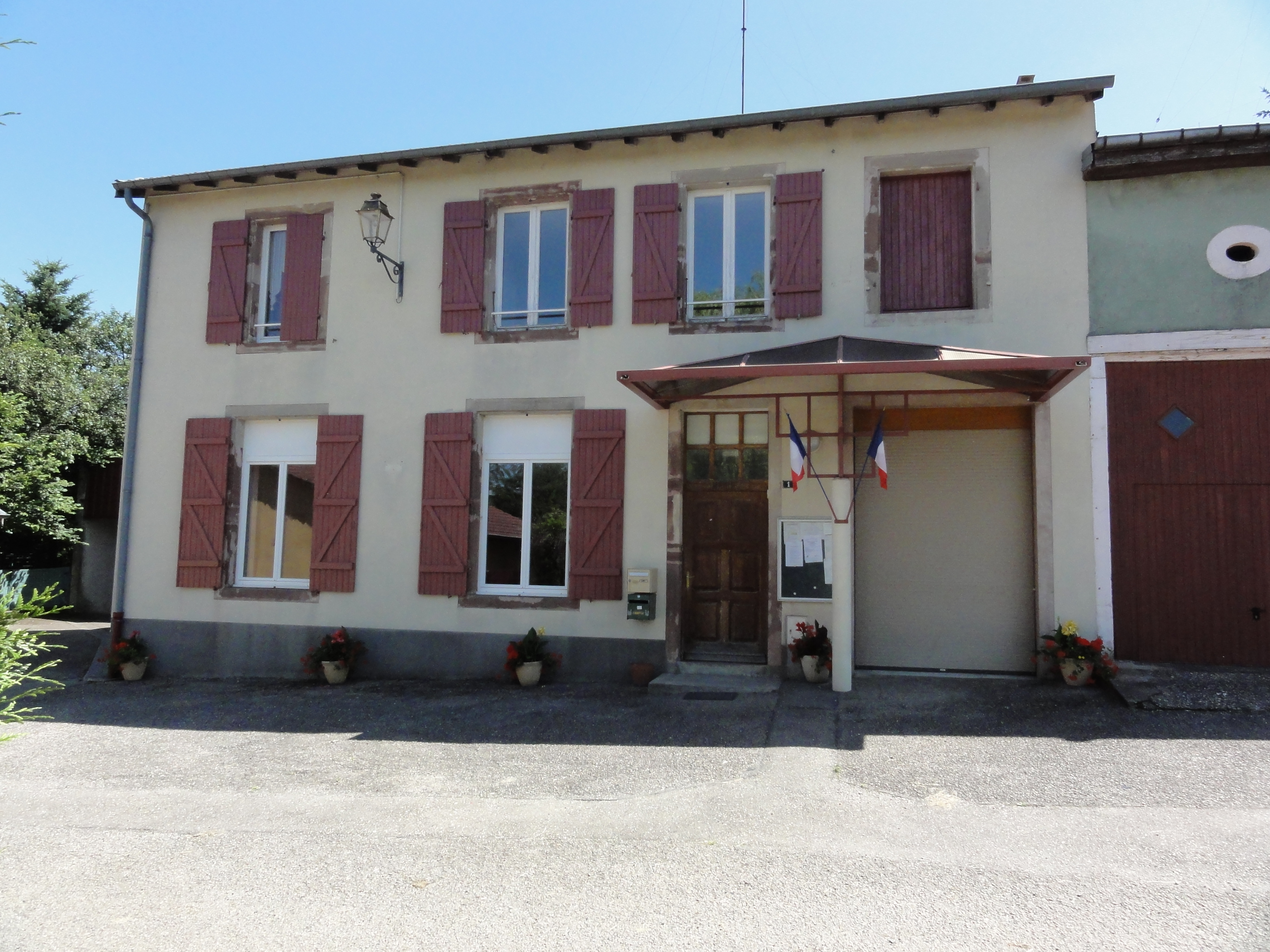
Rathaus (Mairie) der Gemeinde
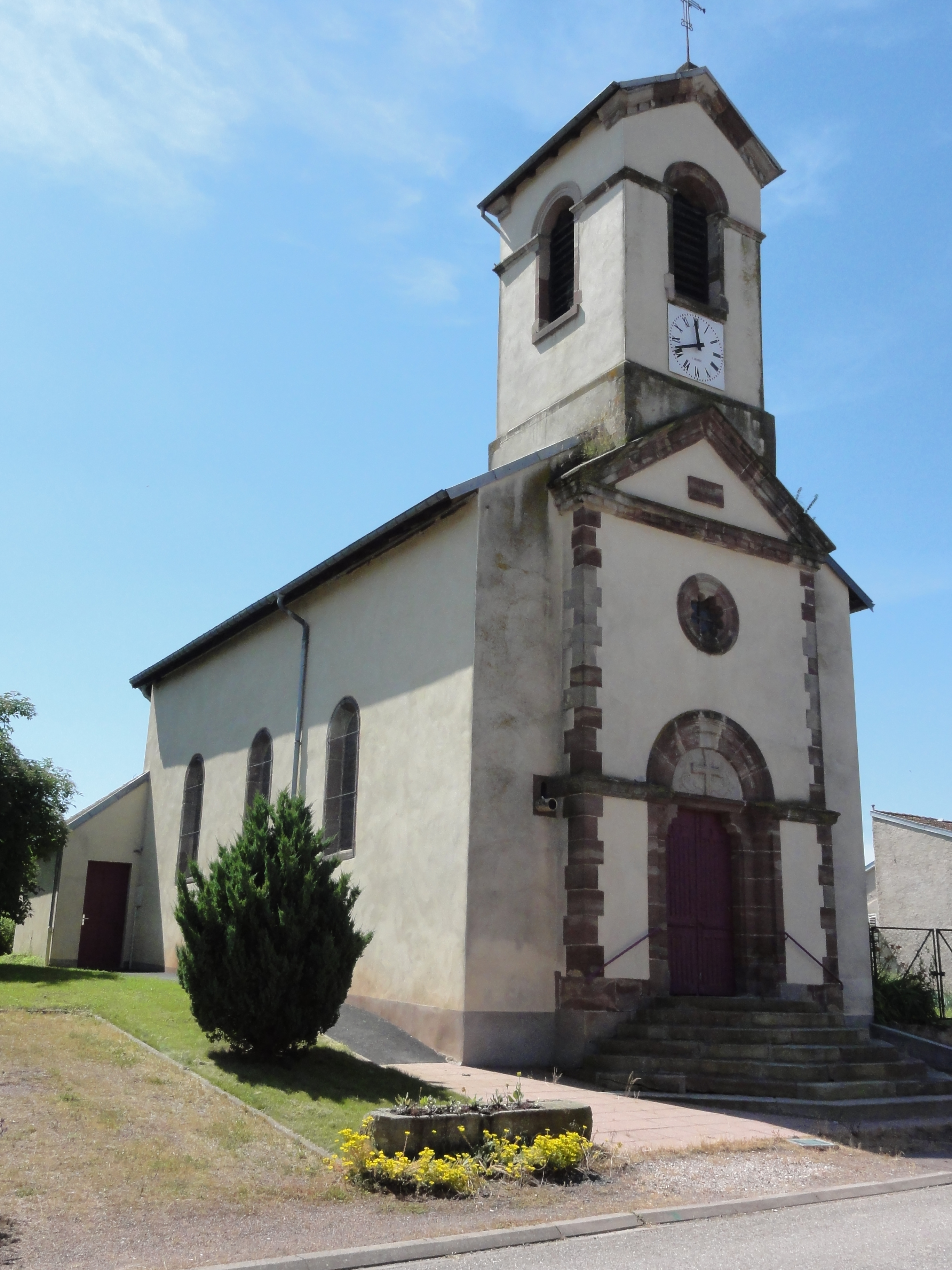
Dorfkirche Saint-Urbain
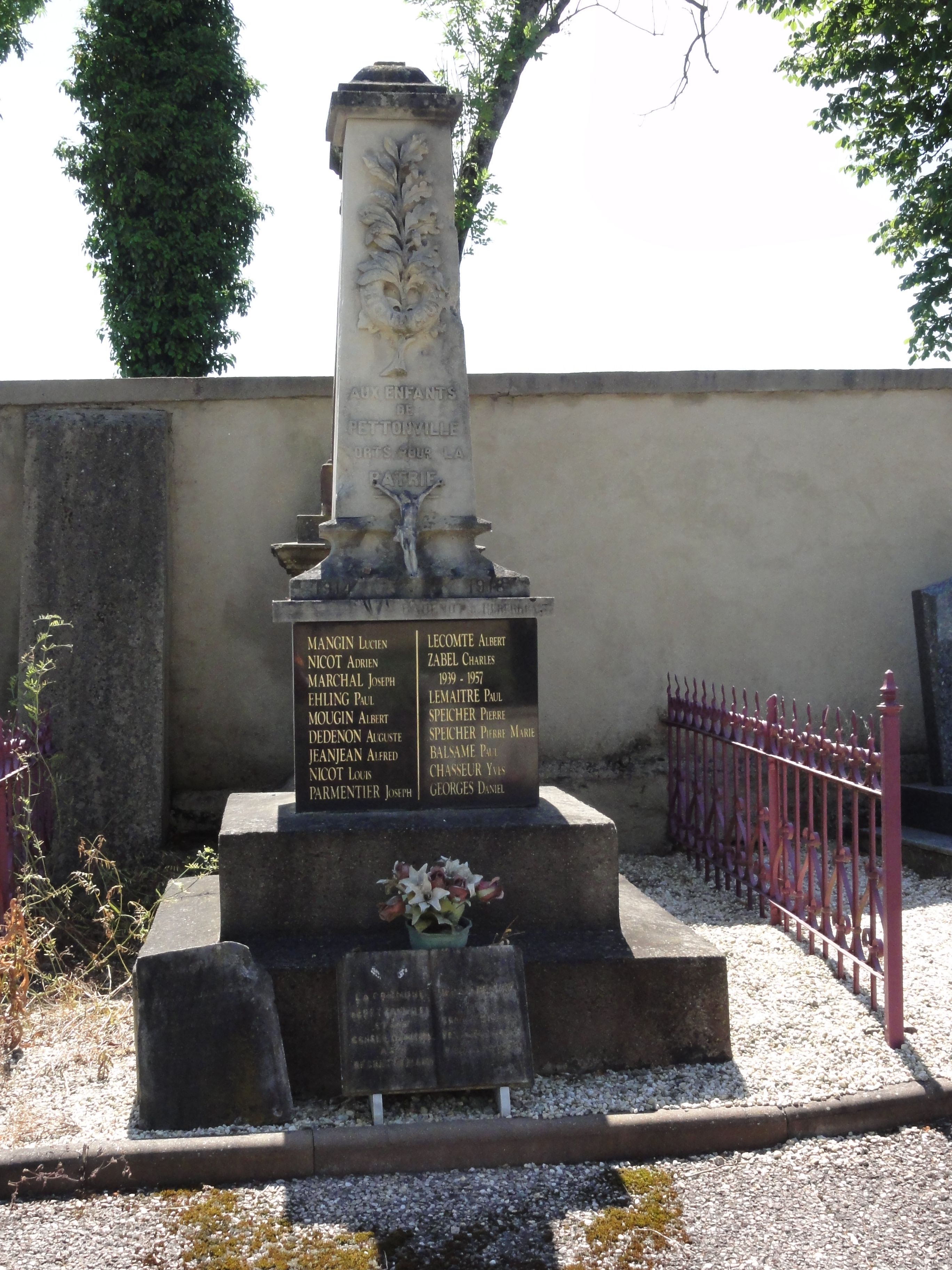
Denkmal für die Gefallenen
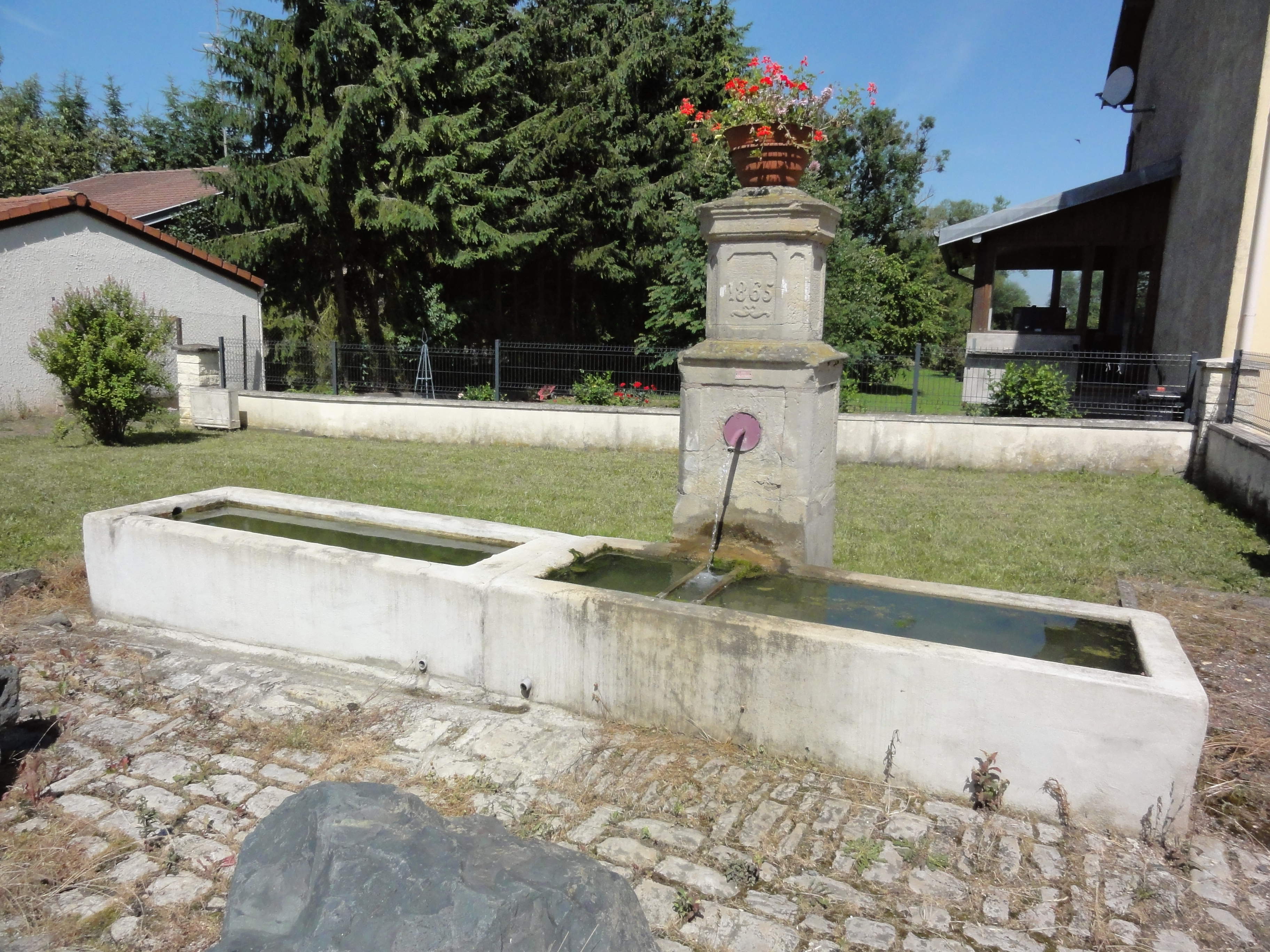
Dorfbrunnen aus dem Jahr 1865
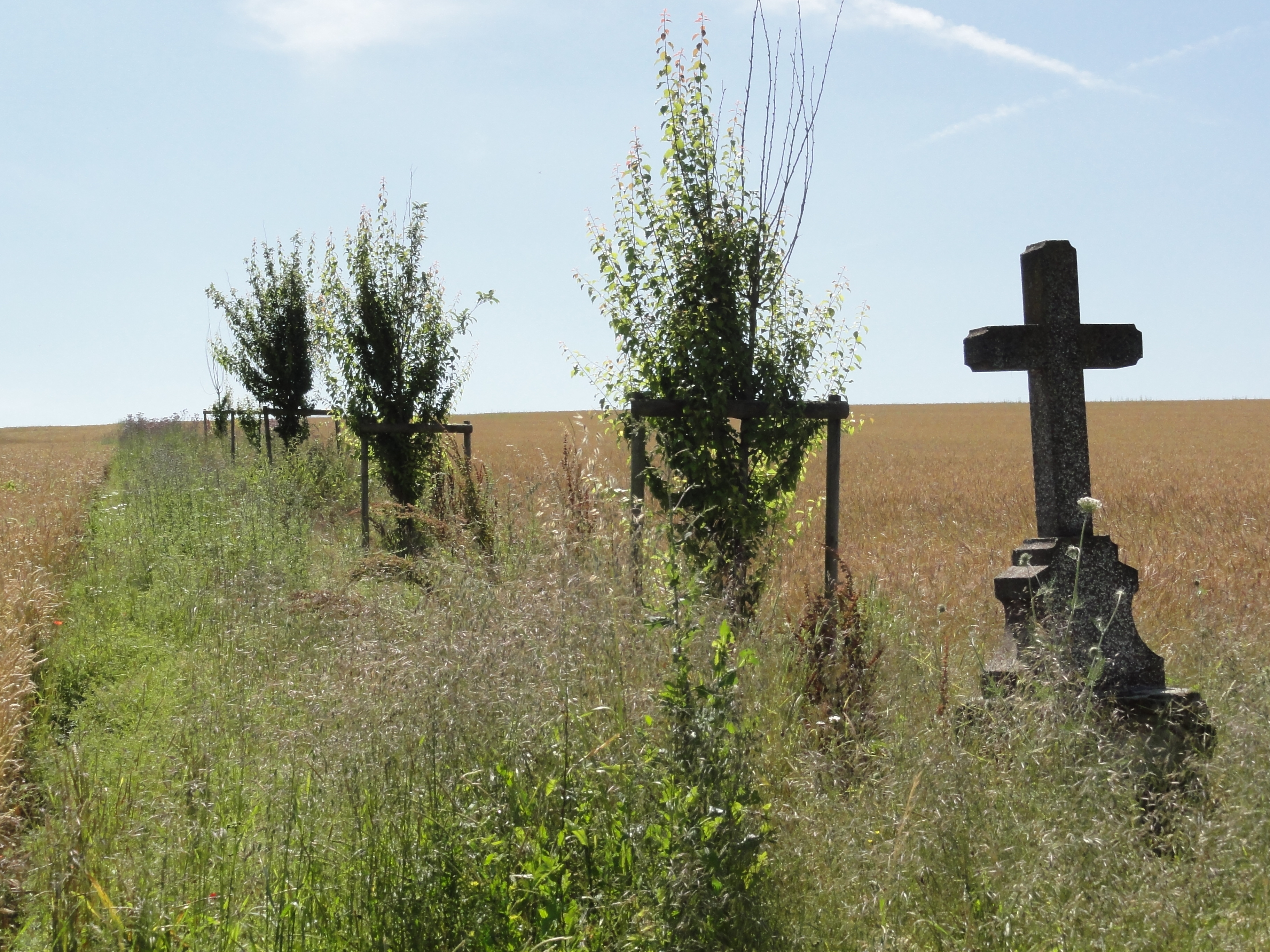
Landschaft und Wegkreuz bei Pettonville
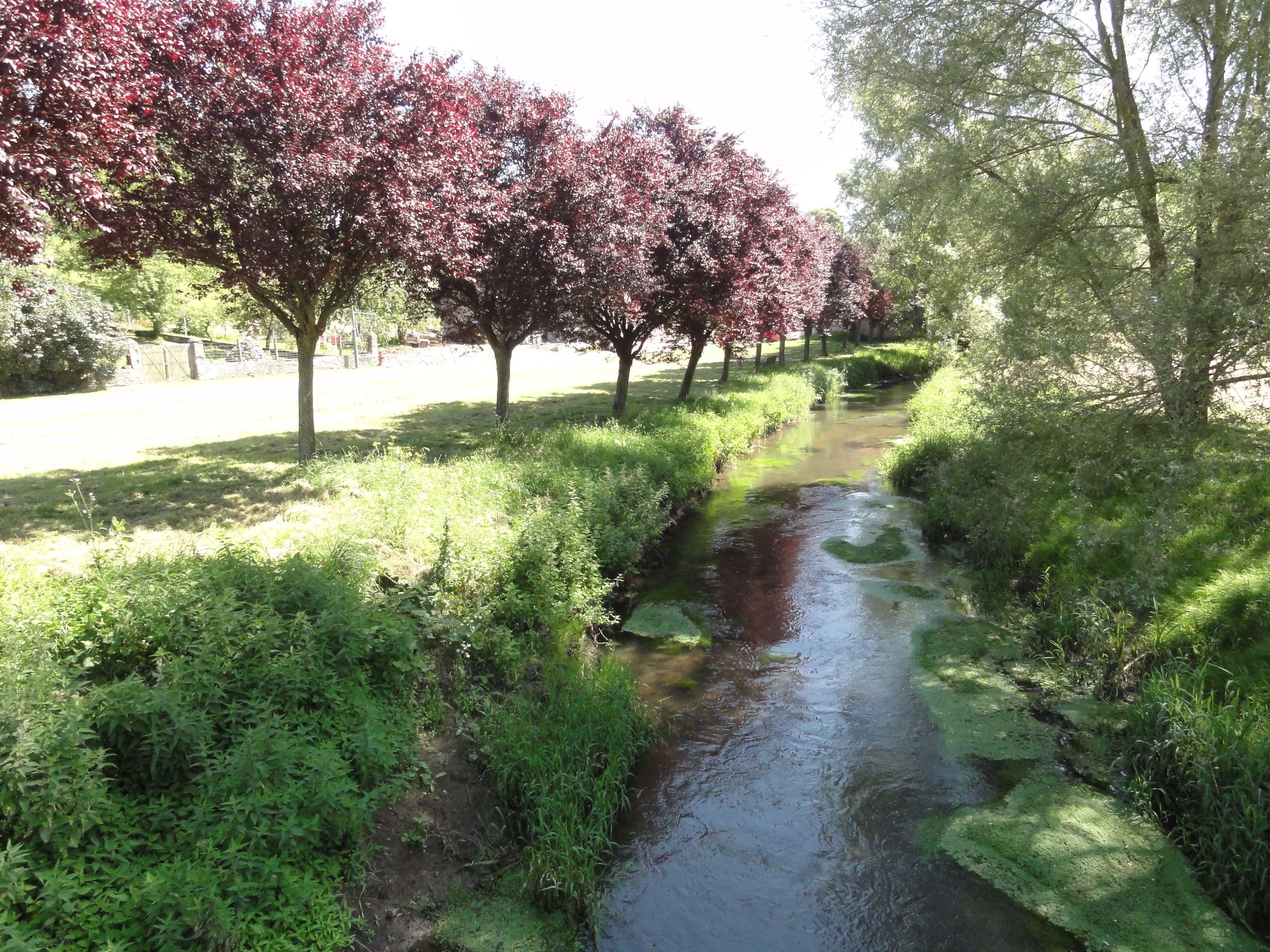
Die Verdurette in Pettonville